# Krzysztof Kowalik
Krzysztof Kowalik (* 28. Dezember 1971 in Dzierzgoń) ist ein ehemaliger polnischer Fußballspieler.

## Karriere
Der Abwehrspieler begann seine Karriere bei Powiśle Dzierzgoń. Über die Stationen Olimpia Elbląg und Polonia Elbląg, kam er 1993 zurück zu Powiśle Dzierzgoń. Kowalik spielte für Dzierzgoń bis zu Beginn der Saison 1995/1996 und wechselte dann zu Jeziorak Iława. Dieser verlieh ihn im Sommer 1996 für zwei Jahre an Pomezania Małbork. Ehe er im Sommer 1997 zu Jeziorak Iława zurückkehrte und für den Verein bis 1999 spielte. Von 1999 bis 2001 spielte er zum ersten Mal für FC Carl Zeiss Jena. Die nächsten Stationen waren der VfL Osnabrück und der SV Waldhof Mannheim, bevor er 2003/04 für den VfB Pößneck spielte. 2004 kehrte er nach Jena zurück. Von August 2007 bis Dezember 2007 spielte Krzysztof Kowalik erneut für den VfB Pößneck in der Fußball-Oberliga Nordost (Staffel Süd). Zur Saison 2008/2009 wechselte er zum TSV 06 Grebenhain in die Fußball-Verbandsliga Hessen Nord. Ab der Saison 2012/13 trat er für Thüringer Verbandsligisten FSV Grün-Weiß Stadtroda an und beendete dort im Sommer 2013 seine aktive Karriere. Seit seinem Karriereende spielt Kowalik in der Altherren Mannschaft seines ehemaligen Vereines FC Carl Zeiss Jena.